# Jiří Ignác Linek
Jiří Ignác Linek (Linka) (21. ledna 1725 Bakov nad Jizerou – 30. prosinec 1791 Bakov nad Jizerou) byl český kantor a hudební skladatel předklasického období.

## Život

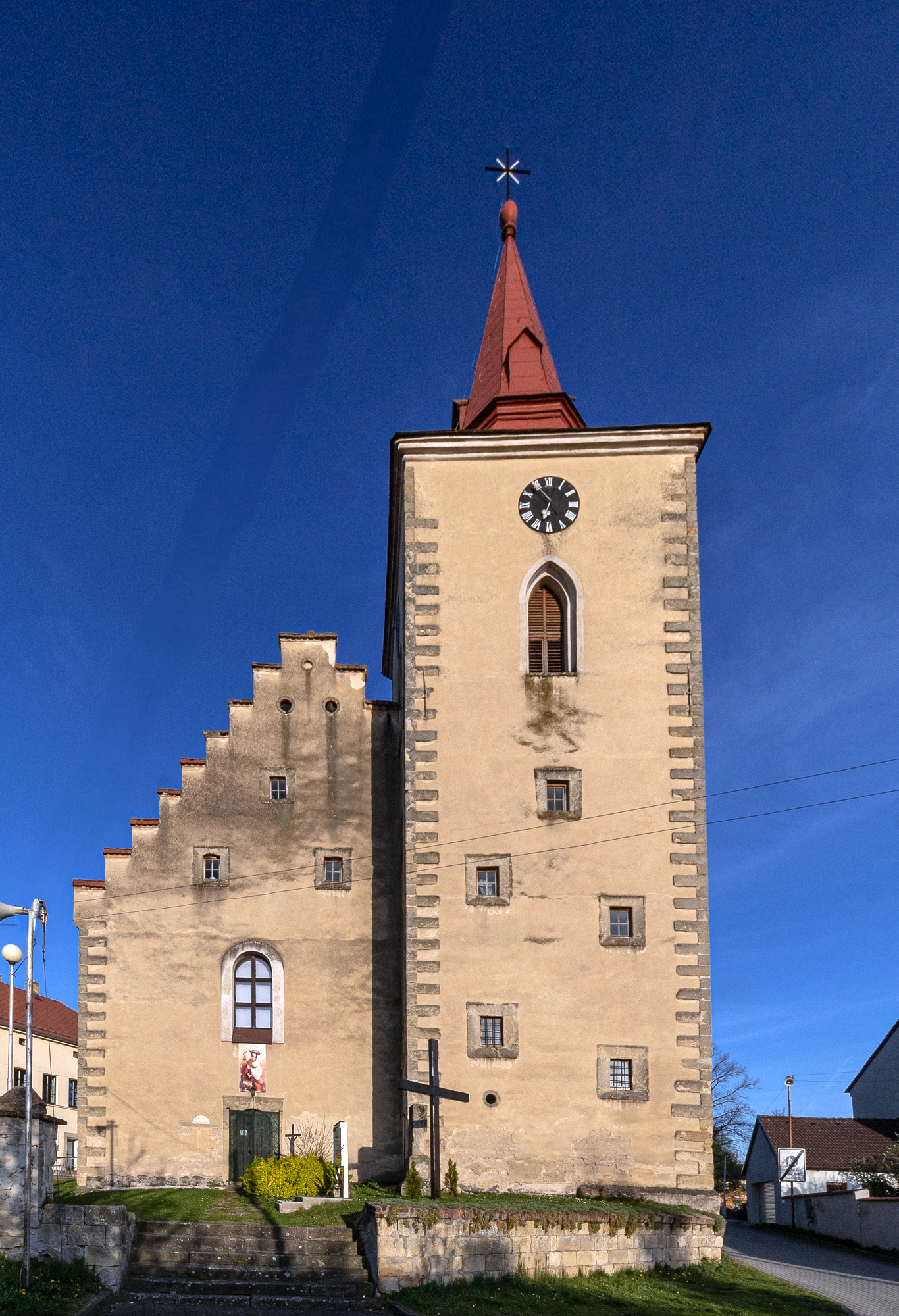
Kostel sv. Bartoloměje v Bakově nad Jizerou

Jiří Ignác byl čtvrtý ze sedmi dětí městského radního, písaře a učitele v Bakově, Jiřího Linky. V matrice jsou oba vedeni jako Jiří Linka, ale skladatel sám své skladby podepisoval jako Linek. Základní hudební vzdělání získal v Mladé Boleslavi u místního varhaníka Červinky. V letech 1735 a 1736 studoval na piaristické koleji v Kosmonosích, kde byl jeho spolužákem Jiří Antonín Benda, později jeden z nejslavnějších českých skladatelů. Později pokračoval v hudebních studiích v Praze u proslulého českého skladatele a varhaníka Josefa Segera a v Sobotce u kantora Josefa Svobody.
V roce 1747 vyhověl hrabě František Arnošt z Valdštejna jeho ponížené žádosti a jmenoval jej kantorem v Bakově. S tím byla spojena i funkce ředitele kůru v kostele sv. Bartoloměje. Brzy poté se oženil s Terezií Čapkovou z Jičína. Měl pět dětí a jeho hmotné poměry byly velice bídné. Aby uživil rodinu, sedlačil kromě kantořiny a správy kůru na malém hospodářství. Nepomohlo ani, když byl v roce 1759 jmenován prvním starším literátského kůru; tato funkce mu však alespoň umožňovala provádět vlastní skladby. Je dochována žádost, aby mu pro nouzi byla vyplácena část koled. Onemocněl těžkou tuberkulózou, které podlehl 30. prosince 1791. Zanechal po sobě významné hudební dílo, ale také dluh 30 zlatých a 88 krejcarů.

## Dílo
Jiří Ignác Linek je typickým představitelem hudby českých kantorů předklasického období. Vzhledem k funkcím, které zastával, je většina jeho skladeb chrámového charakteru, je však také autorem dvou pastorálních symfonií a několika koncertů pro cembalo a orchestr. Jako skladatel byl velmi plodný. Jen v Národním muzeu je evidováno více než 230 jeho skladeb. Další rukopisy a dobové opisy jsou uloženy v Bakově, Brně, Turnově, Sloupu, ale dokonce i v Rožňavě, Trnavě a Vratislavi, což svědčí o tom, že jeho skladby byly ve své době velmi oblíbené.
Patrně nejvýznamnějšími díly jsou jeho sepolkra, vokálně instrumentální skladby o umučení Krista, prováděné o Velikonocích na Velký pátek (sepulchrum znamená Boží hrob). Tyto tři skladby (Oratorium o umučení Pána našeho Ježíše Krista, Symphonia o umučení Páně a Kriminalista nevinný) jsou nejrozsáhlejší oratorní skladby 18. století, psané na český text. Jsou pozoruhodné i po formální stránce. Velké dacapové árie (ABA) jsou uváděny prokomponovaným recitativem a instrumentální předehrou. Sbor se uplatňuje výhradně v závěru skladby.
Katalog Linkových skladeb se pokusil sestavit Josef Horčička (1870–1939). Není zdaleka úplný, ale najdeme v něm 41 mší, 9 rekviem, 27 offertorií, 76 litanií, asi 30 pastorel a mnoho dalších rozmanitých skladeb.
Je pravděpodobné, že k příležitosti korunovace Marie Terezie v roce 1743 Linek napsal své korunovační intrády, které se mu běžně přisuzují. Jeho autorství těchto intrád se však ještě nepodařilo prokázat.
Dnes je Jiří Ignác Linek znám zejména jako autor vánoční chrámové hudby. Jeho pastorely Dobrou noc Ježíšku, Narodil se Kristus Pán (s citací stejnojmenné koledy) a vánoční mše jsou neodmyslitelnou součástí českých Vánoc.